# Сіроглазка
Сіроглазка  (рос. Сероглазка) — село у Єнотаєвському районі Астраханської області Російської Федерації.
Населення становить 456 осіб. Входить до складу муніципального утворення Середньоволзька сільрада.

## Історія
Населений пункт розташований на території українського етнічного та культурного краю Жовтий Клин. Від 1925 року належить до Єнотаєвського району.
Згідно із законом від 6 серпня 2004 року органом місцевого самоврядування є Середньоволзька сільрада.

## Населення
| 2002 | 2010 | 2011 |
| ---- | ---- | ---- |
| 487  | ↘409 | ↗456 |